# 333157 Buck
333157 Buck è un asteroide della fascia principale interna. Scoperto nel 2007, presenta un'orbita caratterizzata da un semiasse maggiore pari a 2,266398 UA e da un'eccentricità di 0,174834, inclinata di 0,813799° rispetto all'eclittica.
Beth Buck è una responsabile di programma per veicoli spaziali americani. È stata responsabile di programma per le operazioni di esplorazione dello spazio profondo della Lockheed Martin, che includono OSIRIS-REx, MAVEN, InSight, Juno, Mars Reconnaissance Orbiter, Mars Odyssey e Hubble, e in precedenza il telescopio Spitzer.